# Bernard Helffer
Bernard Helffer (* 8. Januar 1949 in Paris) ist ein französischer Mathematiker, der sich mit partiellen Differentialgleichungen, Spektraltheorie und mathematischer Physik befasst.

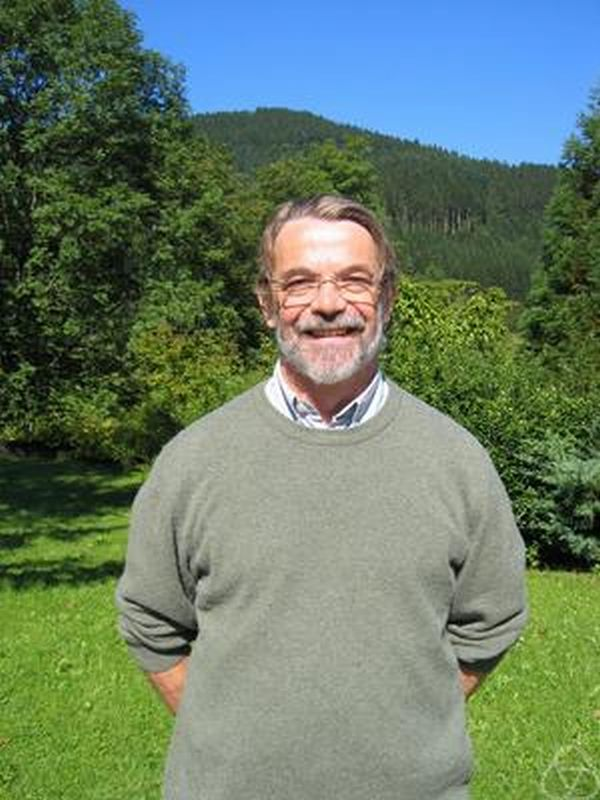
Bernard Helffer, Oberwolfach 2005

Er ist der Sohn des Pianisten Claude Helffer und der Musikwissenschaftlerin Mireille Helffer.  Helffer studierte ab 1968 an der École polytechnique und wurde 1976 bei Charles Goulaouic an der Universität Paris-Süd promoviert (Hypoellipticité pour des classes d'opérateurs pseudodifférentiels à caractéristiques multiples). 1971 bis 1978 forschte er für das CNRS, war 1978 bis 1989 Professor an der Universität Nantes und danach Professor an der Universität Paris-Süd (wobei er auch fünf Jahre an der Ecole Normale Superieure unterrichtete).
In der mathematischen Physik befasst er sich mit statistischer Mechanik, Flüssigkristallen, Supraleitung, Semiklassischer Näherung und Knotenlinien im Grundzustand von Laplace- und Schrödingeroperatoren.
1991 erhielt er den Prix Langevin der Académie des sciences und 2011 den Grand prix fondé par l'État décerné par l'Académie des sciences.
1974 bis 1978 war er Sekretär der Mathematik-Kommission des CNRS und 1999 bis 2004 war er Berater für Mathematik im französischen Erziehungsministerium. 2010 bis 2012 war er Präsident der Société mathématique de France.

## Schriften
- Semi-classical analysis for the Schrödinger operator and applications, Springer 1988
- mit Francis Nier: Hypoelliptic estimates and spectral theory for Fokker-Planck operators and Witten laplacians, Springer 2005
- mit Jean Nourrigat: Hypoellipticité maximale pour des opérateurs polynomes de champs de vecteurs, Birkhäuser 1985
- mit S. Fournais: Spectral Methods in Surface Superconductivity, Birkhäuser 2010
- Spectral Theory and its Applications, Cambridge Studies in Advanced Mathematics 139, 2013
- mit Louis Boutet de Monvel, Alain Grigis: Parametrixes d'opérateurs pseudo-différentiels a caractéristiques multiples, Astérisque 34-35, 1976, S. 93–121
- mit Maria Hoffmann-Ostenhof, Thomas Hoffmann-Ostenhof, Mark Owen, Nodal sets for groundstates of Schrödinger operators with zero magnetic field in non-simply connected domains, Comm. Math. Phys. 202 (1999), no. 3, 629--649.
- mit Johannes Sjöstrand: Résonances en limite semi-classique, Mémoire SMF, Nr. 24–25, 1986
- mit Sjöstrand, P. Kerdelhué: Le papillon de Hofstadter revisité, Mémoire SMF, Nr. 43, 1990